# Pius V
Pius V (łac. Pius V, właśc. Michele Ghislieri OP; ur. 17 stycznia 1504 w Bosco Marengo, zm. 1 maja 1572 w Rzymie) – włoski duchowny katolicki, papież w okresie od 7 stycznia 1566 do 1 maja 1572, święty Kościoła katolickiego.

## Życiorys

### Życie przed wyborem na papieża
Jego chrzcielnym imieniem było Antonio. Pochodził z ubogiej rodziny, pracował w dzieciństwie jako pasterz. Jego rodzicami byli Paolo Ghislieri i Domenica Augeria. W wieku 14 lat wstąpił do zakonu dominikanów w konwencie św. Piotra Męczennika w Vigevano i przyjął imię Michał (wł. Michele). W 1528 w Genui przyjął święcenia kapłańskie. Począwszy od XVII wieku przypisuje mu się błędnie karierę akademicką – studia w Bolonii oraz profesurę teologii na uniwersytecie w Pawii. W rzeczywistości Ghislieri uczył się w studium konwentu w Vigevano, po przyjęciu święceń kapłańskich był jedynie lektorem teologii w dominikańskich konwentach św. Tomasza w Pawii oraz św. Stefana w Bergamo. Tytuł magisterski został mu przyznany dopiero 20 sierpnia 1553 na mocy bulli papieża Juliusza III, nie w wyniku ukończenia odpowiednich studiów, lecz na mocy autorytetu apostolskiego. W latach 30. XVI wieku Michele Ghislieri był przeorem kolejno konwentów w Vigevano, Soncino, Alba i ponownie w Vigevano. W 1536 był wikariuszem trybunału inkwizycji w Bergamo. Przez pewien czas był spowiednikiem gubernatora Mediolanu markiza Alfonsa d’Avalos. W 1539 był przejściowo przypisany do konwentu S. Secondo w Wenecji. W październiku 1542 został mianowany wikariuszem trybunału inkwizycyjnego w Pawii.
W 1550 kapituła lombardzkiej prowincji dominikanów mianowała go inkwizytorem diecezji Como. Jego niezłomna postawa w sporze z miejscową kapitułą katedralną, którą podejrzewał o sprzyjanie reformacji, zwróciła uwagę kardynała Gian Pietro Carafy, inkwizytora generalnego Rzymskiej Inkwizycji, który zaczął wykorzystywać Ghislieriego jako delegata Rzymskiej Inkwizycji do poszczególnych zadań. W listopadzie i grudniu 1550 i ponownie w kwietniu i maju 1551 Ghislieri działał z ramienia Inkwizycji Rzymskiej w Bergamo, gdzie zebrał dowody mocno obciążające miejscowego biskupa Vittore Soranzo i doprowadził do jego aresztowania. W marcu 1551 przebywał z kolei w Ferrarze, gdzie przesłuchiwał i ostatecznie skazał na śmierć Giorgio Rioli, zwanego il Siculo, jednego z najbardziej znanych przedstawicieli włoskiej reformacji. 3 czerwca 1551 papież Juliusz III mianował go komisarzem generalnym Inkwizycji Rzymskiej (sprawował tę funkcję do 1557).
4 września 1556 Carafa, już jako papież Paweł IV, mianował Ghislieriego biskupem Nepi i Sutri (konsekracja 14 września 1556), a w marcu 1557 kardynałem, z tytułem Santa Maria sopra Minerva. W grudniu 1558 Ghislieri otrzymał także godność najwyższego inkwizytora. Papież Pius IV przeniósł go w marcu 1560 na stolicę biskupią Mondovi. Stosunki Ghislieriego z Piusem IV nie układały się najlepiej, kardynał m.in. sprzeciwiał się nominacji kardynalskiej dla 13-letniego Ferdynanda Medyceusza. Mimo to w 1564 uzyskał potwierdzenie swej pozycji jako zwierzchnika Świętego Oficjum.

### Pontyfikat
Po śmierci Piusa IV, konklawe 1565–1566 wybrało kardynała Ghislieriego na papieża 7 stycznia 1566. Przyjął on imię Piusa V i został koronowany w dniu swoich urodzin, 17 stycznia 1566. Swój wybór, Pius mógł zawdzięczać liderowi reformatorskiej frakcji kardynałów, na czele z Karolem Boromeuszem. Papież-asceta, wieloletni inkwizytor, poświęcił swój pontyfikat zadaniom reformy Kościoła w duchu soboru trydenckiego. Zamierzał wprowadzić w Watykanie rygory klasztorne.
W swojej pierwszej mowie papieskiej stwierdził, że Rzym wydaje mu się tak niemoralny, jak w czasach rozkwitu renesansu. Zażądał usunięcia z Rzymu prostytutek. Nakazał, aby wszystkie rzymskie nierządnice wyszły za mąż. Decyzję tę oprotestowali senatorowie, którzy podnosili, że celibat powoduje powstanie prostytucji, a w przypadku jej zakazania księża zaczną napastować cnotliwe kobiety. Pius V odrzucił te argumenty, prostytutki zaczęły być ścigane i publicznie chłostane, co przyczyniło się do śmierci wielu z nich. Te działania spowodowały szybki wzrost ilości zachowań homoseksualnych, w związku z czym ostatecznie Pius zezwolił prostytutkom na funkcjonowanie w Rzymie, jednak ograniczając ich poruszanie się do wyznaczonego obszaru.
Wydał też bullę zabraniającą kapłańskim dzieciom z nieprawego łoża dziedziczenia własności Kościoła. Chciał także zniszczyć wszystkie starożytne budowle i pomniki w okolicach Rzymu, jako że były dziełem pogan. Zabronił też Rzymianom wchodzić do karczm. Zaprowadził porządek w Rzymie, wydając nakaz rezydującym przy Kurii biskupom powrotu do swoich diecezji. Wygnani zostali z Rzymu także mnisi pozostający przez lata poza macierzystymi klasztorami wbrew regułom zakonnym. W oczach jednego z posłów weneckich Pius uchodził za człowieka, który chciał zmienić Rzym w jeden wielki klasztor. Pomimo zatwierdzania wyroków Inkwizycji, był uważany za władcę sprawiedliwego. Dwa razy w tygodniu osobiście przyjmował skargi ubogich, zaś raz w miesiącu (również osobiście) przyjmował zażalenia na urzędników papieskich oraz na wyroki sądów i rozstrzygał je na korzyść poszkodowanych. Dzięki niemu powstało wiele szkół, szpitali i przytułków. Jego sukcesem było również uzdrowienie administracji w Państwie Kościelnym. Powołał do życia Kongregację Indeksu, zajmującą się cenzurą publikacji. W okresie pontyfikatu Piusa przeprowadzono trzy lokalne synody w państwach włoskich, m.in. w Neapolu i Mediolanie. Powołał także komisję do zrewidowania Wulgaty.
Pius V zdecydowanie wspierał katolików we Francji i poparł regentkę Katarzynę Medycejską w walce z hugenotami. Jednakże w 1570 roku zawarto traktat pokojowy, zapewniający hugenotom wolność religijną. Był także inicjatorem Świętej Ligi przeciwko Turcji i krótko przed śmiercią świętował sukces – flota Ligi złożona z okrętów weneckich i hiszpańskich 7 października 1571 odniosła pod Lepanto zwycięstwo nad siłami sułtana Selima II. Ustanowił dzień 7 października, świętem Matki Boskiej Różańcowej (początkowo pod nazwą „Matki Boskiej Zwycięskiej”). W 1570 papież ekskomunikował królową Anglii Elżbietę I. Działanie takie spowodowało ochłodzenie stosunków z Hiszpanią i Francją i wręcz zantagonizowanie stosunków z cesarzem Maksymilianem II, który dodatkowo nie opowiedział się stanowczo przeciw protestantom, na co papież odpowiedział nominacją na księcia Toskanii dla Kosmy Medyceusza. Sam Pius V skazał na śmierć 40 włoskich protestantów.
W 1567 Pius V ogłosił św. Tomasza z Akwinu Doktorem Kościoła oraz nakazał w 1570 publikację dzieł wszystkich teologa (17 tomów). Staraniem tego papieża wydane zostały odnowione, główne księgi liturgiczne rytu rzymskiego: mszał (Missale Romanum, 1570) i brewiarz (Breviarium Romanum, 1568) oraz pierwszy katechizm katolicki (Catechismus Romanus, 1566). W 1567 potępił 75 tez wyłożonych przez Michała Bajusa, prekursora jansenizmu.
Papież zmarł w maju 1572 po chorobie nerek. Pochowany pierwotnie w bazylice watykańskiej, 9 stycznia 1588 jego relikwie zostały przeniesione do bazyliki Matki Bożej Większej. Papież Klemens X ogłosił go 1 maja 1672 (w 100-lecie śmierci) błogosławionym, a Klemens XI świętym (22 maja 1712). Dniem jego pamięci liturgicznej w Kościele katolickim jest od reformy kalendarza liturgicznego w 1969 roku 30 kwietnia (poprzednio 5 maja).
Pius V jest patronem Malty oraz Kongregacji Nauki Wiary.

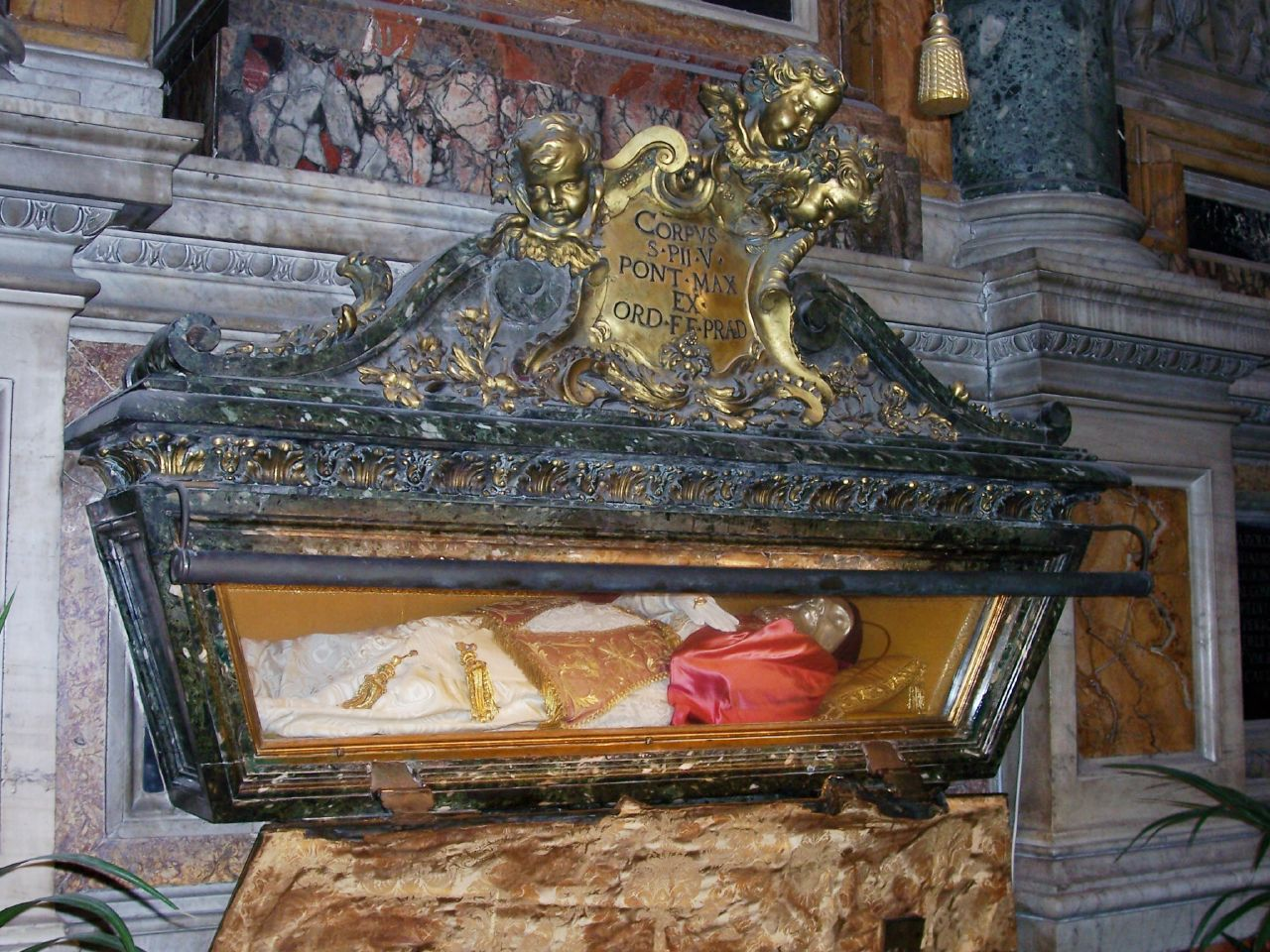
Ciało Piusa V w grobowcu w Santa Maria Maggiore

Kreował 21 kardynałów na trzech konsystorzach.

## Ważniejsze dokumenty papieskie
- Konstytucja apostolska Quo primum z 14 lipca 1570, ustanawiająca Wieczny Kanon Mszy Świętej.
- Konstytucja apostolska Ex omnibus afflictionibus z 1567 roku, potępiająca naukę Bajusa na temat łaski Bożej.
- Bulla Regnans in Excelsis z 27 kwietnia 1570 roku, ekskomunikująca królową Anglii Elżbietę I.